# Holyoke Publishing
Holyoke Publishing est une maison d'édition américaine de comic books et de magazines fondée en 1940 par Frank Z. Temerson et disparue en 1948.

## Documentation
- (en) Holyoke sur la Grand Comics Database.
- (en) Mike Benton, « Holyoke Publishing Company », The Comics Book in America. An Illustrated History, Dallas : Taylor Publishing Company, 1989, p. 128-129.